# 帕布拉德
帕布拉德是立陶宛的城市，位於什文喬尼斯西南38公里的熱梅納河畔，由維爾紐斯縣負責管轄，面積11.11平方公里，海拔高度130米，市內的東正教教堂在1927年建成，2010年人口6,121。

## 外部連結
- Virtual Tour of Pabradė （页面存档备份，存于）